# Copris illotus
Copris illotus là một loài bọ cánh cứng trong họ Bọ hung (Scarabaeidae).